# Ahmed al-Haznawi
Ahmed Ibrahim al-Haznawi al-Ghamdi (em árabe: أَحْمَدُ إِبْرَاهِيمَ ٱلْحَزْنَوِيِّ ٱلْغَاْمِدِيِّ, translit. Aḥmad Ibrāhīm al-Ḥaznāwī al-Ghāmdī; 11 de outubro de 1980 – 11 de setembro de 2001) foi um sequestrador terrorista saudita. Ele foi um dos quatro sequestradores do voo 93 da United Airlines, que caiu em um campo no Condado de Somerset, Pensilvânia, após uma revolta de passageiros, como parte dos ataques de 11 de setembro de 2001 contra os Estados Unidos.
Deixou a família para lutar na Chechênia em 2000, mas provavelmente foi enviado para campos de treino no Afeganistão. Foi lá que ele foi escolhido para participar dos ataques de 11 de setembro. Ele chegou aos Estados Unidos em junho de 2001 para atentados terroristas sob a orientação da Al-Qaeda, com visto de turista. Uma vez nos Estados Unidos, ele se estabeleceu na Flórida e ajudou a planejar como os ataques ocorreriam.
Em 11 de setembro de 2001, al-Haznawi embarcou no voo 93 da United Airlines e ajudou no sequestro do avião para que ele pudesse cair no Capitólio dos Estados Unidos ou na Casa Branca. Acredita-se que Haznawi ou Ahmed al-Nami sejam um dos aparentes sequestradores que carregaram a bomba. Em vez disso, o avião caiu em uma área rural depois que os passageiros a bordo iniciaram uma revolta contra al-Haznawi e os outros sequestradores.

## Juventude
Ahmed al-Haznawi era filho de um imã saudita da província de Al-Bahah, no sudoeste da Arábia Saudita. Al-Haznawi cresceu na aldeia de Hazna, onde seu pai era clérigo na mesquita no mercado central da aldeia. Al-Haznawi pertencia a uma família que fazia parte da tribo maior Ghamd, compartilhando a mesma afiliação tribal com outros sequestradores, como Saeed al-Ghamdi, Hamza al-Ghamdi e Ahmed al-Ghamdi. Ele memorizou o Alcorão, dando-lhe o título de hafiz.

## Atividades iniciais

### 1999–2000
Al-Haznawi anunciou que estava deixando sua família em 1999 para lutar na Chechênia, embora seu pai o tenha proibido. Seu pai e seu irmão, Abdul Rahman al-Haznawi, teriam tido notícias dele pela última vez no final de 2000, depois que ele fez referências ao treinamento no Afeganistão. Em 12 de novembro de 2000, al-Haznawi solicitou e recebeu um visto americano B-1/B-2 (turista/negócios) de dois anos em Gidá, na Arábia Saudita.

### 2001
Ele foi um dos quatro sequestradores que supostamente estavam hospedados em uma pousada em Kandahar em março de 2001, onde foram vistos por Mohammed Jabarah, que lembrou-se especificamente de al-Haznawi, dizendo que ele era "muito devoto e podia recitar todo o Alcorão de cabeça".
Em 8 de junho, ele chegou a Miami, Flórida, com o companheiro sequestrador Wail al-Shehri. Ele foi um dos nove sequestradores que abriram uma conta bancária SunTrust com depósito em dinheiro por volta de junho de 2001. Acredita-se que ele tenha ido morar com Ziad Jarrah, que conseguiu um novo apartamento em Lauderdale-by-the-Sea, depois que os dois homens entregaram ao proprietário fotocópias de seus passaportes alemães, que ele mais tarde entregou ao FBI.
Em 25 de junho, Jarrah levou al-Haznawi ao Hospital Holy Cross em Fort Lauderdale, a conselho de seu senhorio. Al-Haznawi foi tratado pelo Dr. Christos Tsonas, que lhe deu antibióticos para um corte na panturrilha esquerda. Embora ele tenha dito à equipe que havia esbarrado em uma mala, a mídia relatou brevemente isso como um sinal de antraz cutâneo e uma possível ligação com os ataques de antraz de 2001, embora o FBI posteriormente tenha descartado os rumores afirmando que "testes exaustivos não apoiaram que o antraz estava presente em qualquer lugar onde os sequestradores estiveram."
Em 10 de julho, al-Haznawi obteve carteira de motorista da Flórida, sendo que conseguiu outra cópia em 7 de setembro de 2001, preenchendo um formulário de mudança de endereço. Cinco outros sequestradores também receberam licenças duplicadas da Flórida em 2001, e outros tinham licenças de diferentes estados. Alguns especularam que isso permitiria que várias pessoas usassem a mesma identidade.
Jarrah e al-Haznawi receberam suas passagens só de ida para o voo 93 da United Airlines, em 5 de setembro. No dia 7 de setembro, todos os quatro sequestradores do voo 93 voaram de Fort Lauderdale para o Aeroporto Internacional de Newark a bordo da Spirit Airlines.

## Ataques
Em 11 de setembro de 2001, al-Haznawi chegou ao Aeroporto Internacional de Newark para embarcar no voo 93 da United Airlines. Embora tenha sido selecionado para segurança adicional pelo CAPPS e examinado, ele conseguiu embarcar no voo sem incidentes, sendo que apenas suas malas despachadas passaram por uma triagem extra para explosivos. Devido ao atraso do voo, o piloto e a tripulação foram notificados dos sequestros anteriores naquele dia e alertados. Em poucos minutos, o voo 93 também foi sequestrado.
Pelo menos duas das ligações feitas pelos passageiros indicam que os sequestradores usavam bandanas vermelhas. As ligações também indicavam que um deles havia amarrado uma caixa no torso alegando que havia uma bomba dentro. Alguns passageiros expressaram dúvidas de que a bomba fosse real. Os passageiros do avião ouviram através de telefonemas o destino dos outros aviões sequestrados. Uma revolta de passageiros logo ocorreu. O piloto sequestrador Ziad Jarrah bateu o avião em um campo vazio perto de Shanksville, Pensilvânia, a fim de evitar que os passageiros ganhassem o controle do avião. O acidente matou todos a bordo.

## Impacto
Após os ataques, antes da divulgação das fotos dos sequestradores pelo FBI, o Arab News informou que o irmão de al-Haznawi, Abdul Rahman, havia dito ao jornal al-Madinah que uma fotografia publicada por jornais locais não tinha nenhuma semelhança com seu irmão. Uma fita de vídeo intitulada "Os Testamentos dos Mártires da Batalha de Nova York e Washington" foi ao ar na Al Jazeera em 16 de abril de 2002. Embora o nome abaixo do orador seja al-Ghamdi, a imagem é de al-Haznawi falando. Ele foi interpretado pelos atores Omar Berdouni em United 93 e por Zak Santiago em Flight 93.